# François d’Orléans-Longueville, marquis de Rothelin
François d‘Orléans (* 11. März 1513 in Châteaudun; † 25. Oktober 1548 ebenda), genannt Marquis de Rothelin (Markgraf von Rötteln) aus dem Haus Orléans-Longueville war ein französischer Adliger und Militär.
Er war Prince de Châtelaillon, Vicomte de Melun, Seigneur de Beaugency, de La Brosse, d‘Abbeville, du Crotoy, de Montreuil-sur-Mer, de Noyelles-sur-Mer, de Blandy, de Noyers, de Villaines, de Château-Chinon, de Louans, de Mervent, de Lormes et de Sanois.

## Leben
François ist der jüngste Sohn von Louis I. d’Orléans-Longueville (* wohl 1480; † 1516), 1504–1513 souveräner Graf von Neuenburg etc., 1515 2. Duc de Longueville, Comte de Dunois, Tancarville und Montgommery, 1. Fürst von Chatelaillon, Vicomte de Melun, d’Abbeville, de Montreuil-sur-Mer etc., und Johanna von Hachberg-Sausenberg, 1503–1512 und 1520–1543 souveräne Gräfin von Neuenburg († 1543), Tochter von Philipp von Baden, Markgraf von Hachberg, (Zähringer). Seine älteren Brüder Claude († 1524) und Louis II. († 1537) waren die beiden direkten Nachfolger ihres Vaters in Neuenburg, Longueville, Dunois etc.; deren Nachfolger wurde François III. († 1537), der Sohn von Louis II.
Nachdem die Orléans Rothelin – bereits vor der Geburt von François – verloren hatten, wurde von der Familie vor dem Reichskammergericht in Speyer ein Prozess um den Besitz der Markgrafschaft Rötteln gegen den Markgrafen von Baden geführt, der diese Herrschaft gewaltsam besetzt hatte; Jahrzehnte später es wurde ein Vergleich geschlossen und dabei die Entschädigungssumme von 250.000 Goldgulden vereinbart.
François d‘Orléans diente König Franz I. in dessen Kämpfen gegen Kaiser Karl V.
Er verkaufte am 29. März 1541 die Vizegrafschaft Melun an Guy Arbaleste, Seigneur de La Borde, Président de la Chambre des comptes, der seit 1637 mit 1637 mit Marie de Montmorency verheiratet war, der ältesten Tochter von Pierre II. de Montmorency-Fosseux.

## Ehe und Nachkommen
François d’Orléans heiratete per Ehevertrag vom 19. Juli 1536 in Lyon Jacqueline de Rohan (* 1520; † Juli 1587 in Blandy), Tochter von Charles de Rohan, Seigneur de Gié, Vizegraf von Fronsac (Haus Rohan) und Giovanna Sanseverino (in Frankreich Jeanne de Saint-Séverin). Ihre Kinder sind:
- Léonor (* 1540; † 7. August 1573 in Blois), 6. Duc de Longueville 1551, 5. souveräner Graf von Neuenburg, 9. Comte de Dunois etc.; ⚭ 2. Juli 1563 Marie de Bourbon, 1546 4. Duchesse d’Estouteville, 4. Comtesse de Saint-Pol (* 30. Mai 1539; † 7. April 1601), Tochter von François I. de Bourbon, Duc d’Estouteville
- Kind (* in Blandy, getauft am 5. Dezember 1547 ebenda)
- Éléonore Françoise (* posthum 5. April 1549 in Châteaudun; † 11. Juni 1601 im Hôtel de Soissons in Paris), helvetischer Konfession; ⚭ 8. November 1565 auf Burg Vendôme Louis I. de Bourbon, prince de Condé († 13. März 1569)

Aus der unehelichen Verbindung mit Françoise Blosset, Dame de Colombières et du Plessis Pâté, Tochter von Jean (III.) Blosset, Seigneur et Baron de Torcy, und Anne de Cugnac de Dampierre, Schwester von Jean (IV.) Blosset, Gouverneur von Paris, später Ehefrau von Jean de Bricqueville, Marquis de Colombières et de La Luzerne, hatte er den Sohn François d’Orléans, bâtard de Rothelin († 1600), genannt Marquis de Rothelin, 30. Dezember 1563 Baron de Varenguebec et de Neaufles, 1588 Gouverneur von Verneuil, der am 2. Februar 1582 Catherine du Val-de-Fontenay heiratete († nach 1609), Tochter von Tristan du Val, Vicomte de Corbeil, Seigneur-de-Fontenay, und Madeleine de Saint-André – ihre Nachkommen bilden die Linie Orléans-Rothelin, die 1818 ausstarb.
François d‘Orléans starb am 25. Oktober 1548 auf Schloss Châteaudun im Alter von 35 Jahren und wurde in der Sainte-Chapelle des Schlosses bestattet. Sein Sohn Léonor wurde sein Nachfolger, 1551 auch der Nachfolger seines Vetters François III. als Duc de Longueville etc., wobei seine Mutter bis 1560 in Neuenburg für ihn die Regentschaft führte. Jacqueline de Rohan überlebte François um 38 Jahre; 1557 bekannte sie sich zur helvetischer Konfession und wurde zur glühenden Unterstützerin des Protestantismus.